# Geografia della Danimarca

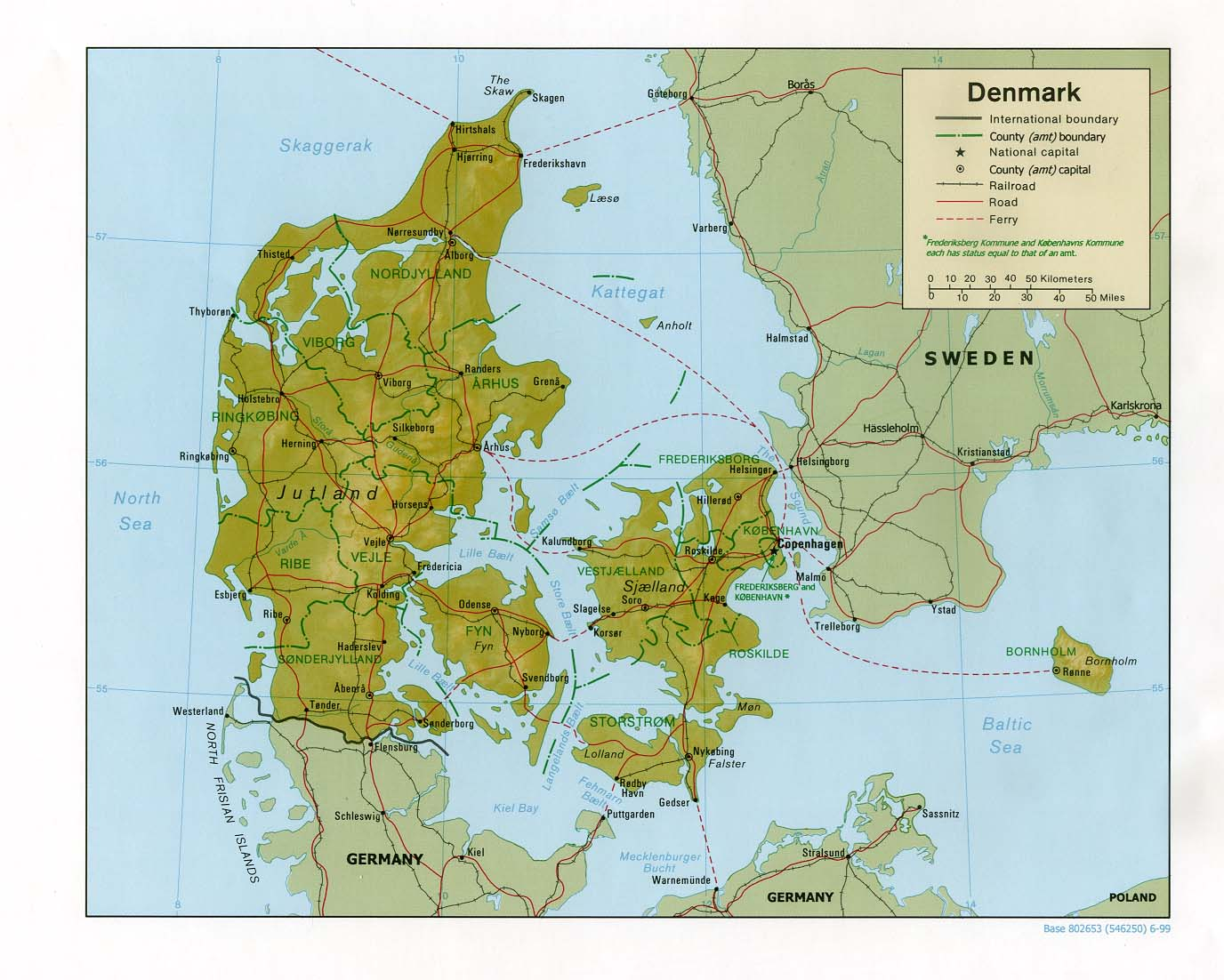
Mappa della Danimarca.

La geografia della Danimarca comprende la descrizione di tutti gli elementi fisico-geografici (pianure, mari, rilievi, laghi e fiumi) danesi.
Il Paese è paragonabile a un ponte gettato tra il bassopiano germanico e la penisola scandinava: infatti, se da una parte può apparire come appendice settentrionale della Germania, dall'altra parte i bracci di mare che la separano dalla Scandinavia costituiscono piuttosto un legame che un ostacolo. In effetti si tratta di un Paese di transizione o di collegamento tra Europa centrale e settentrionale, tra Mar Baltico e Mar del Nord. E però, se per la morfologia e le condizioni del suolo si ricollega al bassopiano germanico, è congiunta invece alla Svezia e alla Norvegia per quanto riguarda la popolazione, la lingua, la storia e gli aspetti culturali.
La Danimarca si compone essenzialmente di due parti: la penisola dello Jylland (spesso nota col nome tedesco di Jutland), e un corteo di 433 isole, di cui soltanto le maggiori (72) risultano abitate. I confini dello Stato sono quasi interamente marittimi; l'unico breve confine terrestre corre alla base della penisola dello Jylland, tra il Mar del Nord e il Baltico, a contatto con la Germania.
L'intero Paese - terraferma ed isole - è compreso fra i 54°34' latitudine N (Capo Gedser - Gedser Odde - nell'isola di Falster) e i 57°45' (Capo Skagen - Skagens Rev - nello Jylland): tra l'estremo punto settentrionale e quello meridionale corrono dunque 3°11' di latitudine, corrispondenti a circa 350 km. Tra il punto più occidentale (Capo Blåvands - Blåvands Huk) e quello più orientale (Ertholmene) si passa da 8°4'35'' a 15°12' di longitudine E. La massima larghezza da O a E è di soli 185 km nello Jylland e di appena 105 nella maggiore delle isole, la Selandia.
La superficie complessiva dello Stato è di 43.042 km² (compresi 610 km² di acque interne), rappresentati per quasi due terzi dalla penisola dello Jylland (29.633 km²). Le maggiori isole sono: Selandia (7541 km²), Fyn (3482 km²), Lolland, Falster, Als, Møn, Langeland, Samsø, Æro, Læso ed infine Bornholm, la più orientale, appartenente - dal punto di vista fisico - alla Scandinavia. Tra lo Jylland e la penisola scandinava s'interpongono due stretti bracci di mare: lo Skagerrak e il Kattegat, i quali rappresentano la comunicazione naturale tra il Mare del Nord e il Baltico. Ancora più angusti sono i due Belt: il Piccolo Belt (Lille Bælt), tra lo Slesvig e l'isola di Fyn, il Grande Belt (Store Bælt), tra Fyn e Sjælland; infine l'Øre Sund o Sundet (in svedese Øre Sund), sul quale s'affaccia Copenaghen, separa l'isola di Sjælland dalla Scania.
Mentre per estensione la Danimarca è il più piccolo degli Stati scandinavi, occupa il secondo posto per il numero degli abitanti e addirittura il primo per la densità della popolazione. Ciò è dovuto principalmente alla sua felice posizione geografica, che la fa affacciare da un lato sul Mar Baltico e dall'altro su quel mare di somma importanza per l'attività umana che è il Mare del Nord; ma è dovuto anche alla laboriosità e all'intraprendenza dei suoi abitanti.
Una fortunata espansione marittima, a partire dal XVI secolo, portò la Danimarca al possesso di basi coloniali sulle coste dell'America, dell'Africa e dell'Asia, che andarono in seguito quasi interamente perdute. Dei territori esterni oggi non le rimangono che gli stabilimenti sulle coste della Groenlandia e le isole Fær Øer nell'Atlantico settentrionale, alle quali è stata concessa nel 1948 una larga autonomia, pur rimanendo esse rappresentate nella Camera dei Deputati danesi da due membri.
L'Islanda, che dal 1381 apparteneva alla Danimarca, è dal 1944 una repubblica indipendente.

## Vicende geologiche

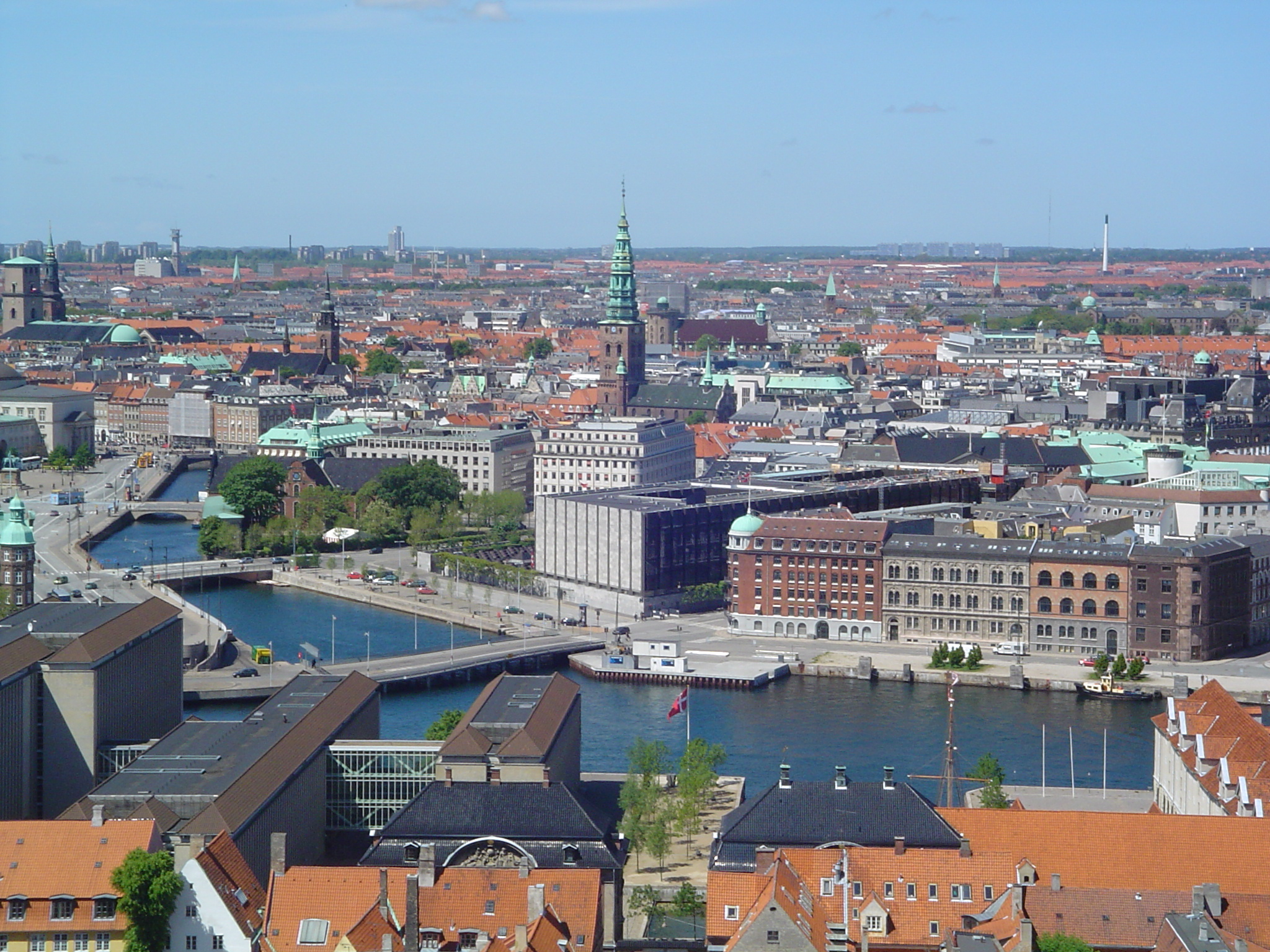
Gran parte del territorio danese è altamente urbanizzato, come Copenaghen, la capitale.

In Danimarca non vi sono rocce di epoca anteriore alla fine del Secondario. Geologicamente, dunque, non fa parte della Scandinavia, ma del suo bordo esterno. Durante il Mesozoico un grande mare, esteso dalle isole britanniche alla Russia, circondava da S il massiccio scandinavo. I depositi sedimentari di questo mare formano il basamento del suolo danese; essi rappresentano uno spessore di circa un chilometro. Le stratificazioni sono uniformemente costituite da calcari, e precisamente: un profondo strato di gesso bianco alla base, cui sono sovrapposti dei banchi di calcare più argilloso e di calcare più duro (il Limsten dei Danesi).
Nel Terziario vi fu un'alternanza di sommersioni e di emersioni, che hanno lasciato delle marne, delle argille e delle sabbie. Durante gli stadi di emersione, questi terreni furono più o meno sottoposti alla denudazione subaerea. Quasi ovunque essi sono stati poi ricoperti dai depositi glaciali, che determinarono, nelle sue grandi linee, il rilievo più o meno pronunciato ma sempre poco mosso delle terre danesi. Tutto questo complesso di terreni non ha subìto dislocazioni se non lungo il margine orientale, in riva all'Øre Sund.
I terreni glaciali e postglaciali occupano quasi tutta la superficie della Danimarca. Il loro spessore non supera in media qualche decina di metri. La Danimarca ha subìto tre parossismi glaciali, separati tra di loro da due lunghe ere interglaciali. Queste glaciazioni corrispondono ai periodi di Mindel, di Riss e di Würm riconosciuti nelle Alpi. Le prime due glaciazioni avevano coperto tutto il territorio fino al Mare del Nord. Le vestigia dell'ultima sono limitate a N e a E di una linea che va dal capo Skarreklit, sul Mare del Nord, fino a Viborg e piega poi scendendo verso S fino agli allineamenti dello Schleswig-Holstein: all'antica fronte del ghiacciaio corrispondono i cordoni dei rilievi morenici.

## Rilievo e idrografia

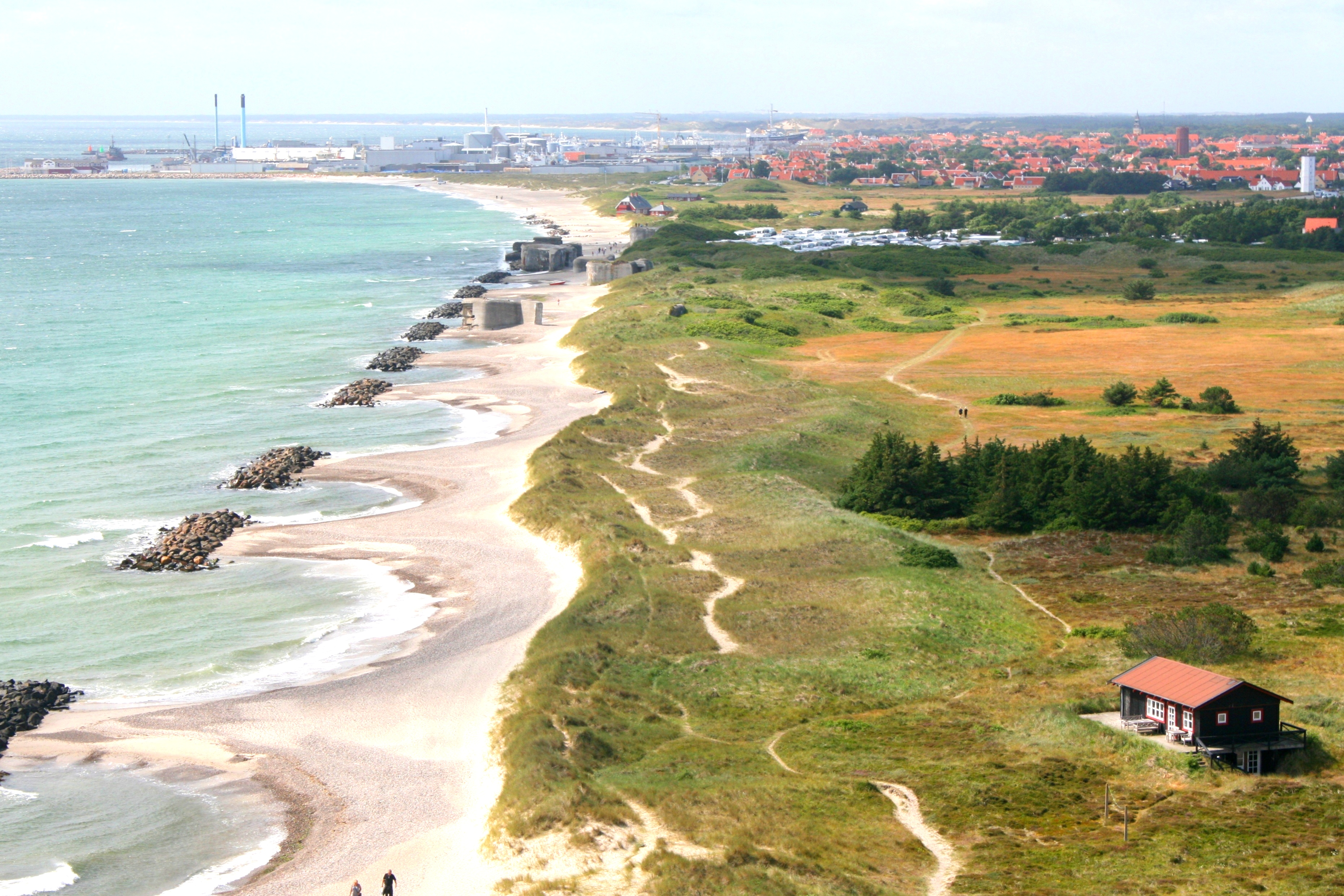
Il paesaggio danese è caratterizzato da piatto terreno arabile e coste sabbiose.

Il rilievo porta ovunque le tracce delle azioni glaciali e postglaciali. Ad esse il Paese, malgrado la sua altitudine molto debole, che attinge la massima altezza a soli 172 m (Ejer Bavnehøj posto 30 km a SO di Århus), deve un aspetto molto più vario di quanto si sarebbe portati a pensare: la pianura assolutamente piatta non copre che un ventesimo della superficie; quasi dovunque il paesaggio è fatto di ondulazioni, di pieghe, di modeste alture e di creste dalle pendenze abbastanza ripide.
Le più antiche forme di terreno modellato dai ghiacciai accidentano le lande dello Jylland occidentale: i Danesi danno loro il nome di Bakkøer, che significa «isolotti di colline» e caratterizza bene il loro ergersi nel mezzo di vasti piani sabbiosi. I loro versanti dai dolci pendii si confondono insensibilmente con la pianura; le sabbie di cui si compongono sono state impoverite da una prolungata erosione subaerea. Non vi sono più né laghi o vallate a profilo irregolare: tutta la superficie ha assunto l'aspetto tranquillo delle forme già da tempo pervenute alla maturità.
Il resto della Danimarca porta l'impronta dell'ultima espansione glaciale. Alle spalle della linea di sosta principale del ghiacciaio, che corrisponde grosso modo all'asse dello Jylland da Dollerup a Padborg, si possono riconoscere tre stadi di stazionamento segnati nella topografia dalle valli modellate dai fiumi primitivi che convogliavano le acque di fusione del ghiacciaio in regresso, similmente agli Urstromtäler del bassopiano germanico.
Nella parte settentrionale dello Jylland e nell'arcipelago danese si riscontrano i caratteri dovuti alla depressione centrale dell'antico ghiacciaio baltico. Nelle isole il ghiacciaio, erodendo lo zoccolo e depositandovi le argille del suo fondo, ha creato una pianura bassa, talvolta unita, più spesso accidentata da debolissime ondulazioni. Vi erano pure dei massi erratici, che, a partire dall'epoca dei dolmen, sono stati per la massima parte utilizzati dall'uomo. Il tratto più caratteristico e più originale che i ghiacciai hanno lasciato impresso nel suolo danese sono le vallate a galleria. Si pensa che queste valli siano state incise dai fiumi, alimentati dall'ablazione glaciale, che scorrevano in galleria sotto il ghiacciaio, come in una condotta forzata.
Infine, circa un terzo dello Jylland è costituito dalle forme di terreno risultanti dai fenomeni di trasporto fluvio-glaciale. Dal bordo di colline moreniche che segnava la linea di sosta, uscivano dalla fronte del ghiacciaio dei torrenti, che andavano creando grandi coni di deiezione: questi si fusero poi tra di loro alla base, colmando le bassure.
Data la frammentarietà del Paese, i fiumi sono molto modesti. Il più lungo (130 km) è il Gudenå nello Jylland, che nasce presso il monte Trane (in danese Tranebjærg, 138 m) e, dopo aver alimentato vari laghetti coi suoi affluenti, sfocia nel Randers Fjord sulla costa orientale. Nel Mare del Nord sboccano il Grindsted Å-Varde Å, lo Skern Å e lo Storå.

## Le coste
Paese marittimo come pochi altri, con quasi 7500 km di coste, la Danimarca ha tuttavia lo svantaggio di offrire ad un mare ricco di traffici e di pesce come il Mare del Nord il tratto più inospite del suo litorale. L'orientamento da Sud a Nord lo espone infatti alle tempeste dei venti di ponente, che apportano talvolta rovinose inondazioni sulle terre più basse. La piattaforma continentale, sommersa per appena pochi metri, favorisce l'insabbiamento; sottili cordoni litoranei hanno trasformato in lagune i golfi di Ringkøbing, di Nissum, di Lemvig (Nissum Bredning). Il bordo di dune alte in media 20 metri, che orla le coste di Nord Ovest, ostacola l'accesso verso l'interno: le città e i porti si rifugiano nei punti dove i fiumi sfociano nelle lagune costiere.
Le coste di Sud Ovest ricordano l'invasione del mare, che ha spezzato in più parti i cordoni litoranei, trasformandoli in isole (Fanø, Mandø, Rømø), che segnano l'antica linea di costa. Le terre lungo il mare ripetono il paesaggio tipico delle Marschen tedesche e dei polders olandesi. Il vero mare danese è costituito dal Kattegat, dal Grande e dal Piccolo Belt, solcati da migliaia di battelli. I maggiori porti sono situati sulle coste orientali, meglio protette.
La fronte orientale dello Jutland è caratterizzata dalla presenza di golfi profondi e sinuosi, le Førden, molto diverse, però, dai fiordi norvegesi: generalmente vengono interpretati come vallate a galleria sommerse. I più importanti (Limfjord e Mariagerfjord) hanno da 30 a 40 km di lunghezza e parecchi chilometri di larghezza; quelli minori sono lunghi quattro o cinque chilometri e larghi qualche centinaio di metri. Tutti sono orientati da Est a Ovest e non comportano ramificazioni laterali, ma si allungano talvolta verso l'interno con un rosario di laghi. Su di essi sono sorti i porti più importanti, come Ålborg, Randers, Vejle.

## Il clima
La Danimarca manifesta nel clima il suo carattere di transizione, una combinazione d'influenze che costituisce appunto la sua peculiarità. Vi predominano i venti atlantici, che soffiano con dei continui mutamenti di direzione; le giornate di calma sono rare, specialmente nella parte occidentale dello Jylland. I segni visibili e familiari che testimoniano lo stato abitualmente mosso dell'atmosfera sono i mulini a vento, gli aeromotori e le cortine di alberi a protezione delle case isolate. È all'influenza marittima che il clima deve la sua fisionomia uniformemente temperata.
Le medie della temperatura oscillano intorno a 0 °C in gennaio e a 16 °C in luglio. Naturalmente la temperatura invernale è più mite lungo le coste (a Fanø: 0,5 °C in gennaio), mentre è più cruda all'interno dello Jylland (a Herning: -0,6 °C). In estate le temperature massime vengono raggiunte nello Slesvig. La primavera inizia in ritardo; in compenso l'autunno è molto dolce. L'atmosfera è molto umida durante l'inverno: una cortina di nebbia e di bruma nasconde il sole. Ma in primavera il cielo viene spazzato dai forti venti di N e NE. L'estate è molto luminosa e segna un tale abbassamento dell'umidità relativa da rendere possibile la coltivazione dei cereali e della frutta.
Le piogge sono moderate (650 mm all'anno): sovente cadono sotto forma di violenti acquazzoni verso la fine dell'estate. La massima piovosità si riscontra sul ripiano sabbioso delle lande a NE di Ribe (800 mm). Mediocri sono le precipitazioni nell'isola di Selandia. I minimi annui (sotto i 450 mm) cadono lungo le rive meridionali del Kattegat. In generale la piovosità massima si concentra nei mesi da agosto ad ottobre; la primavera è spesso troppo secca rispetto alle esigenze delle colture.

## La vegetazione

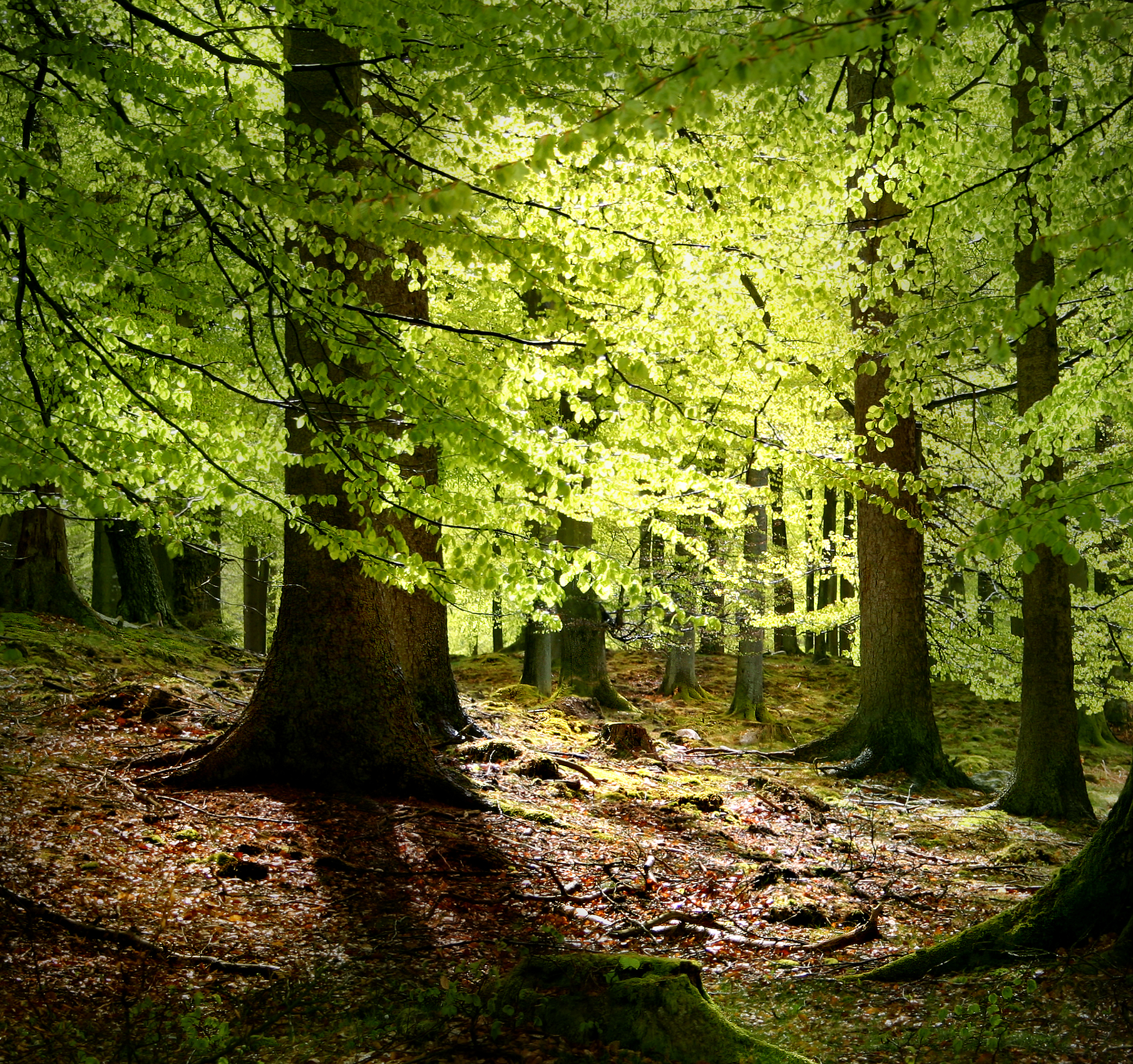
I faggi sono comuni in tutta la Danimarca, specialmente nelle sparse aree boschive.

La Danimarca appartiene alla zona forestale a latifoglie: in particolare faggi e querce, che un tempo formavano estese foreste, di cui rimangono soltanto mille chilometri quadrati. Oggi un ente apposito si adopra per conservare il manto boschivo e provvede inoltre a piantare alberi nelle lande e sulle dune. Le faggete sono particolarmente fitte nello Jylland e nella porzione nord-occidentale dell'isola di Sjælland. In generale le latifoglie prosperano nell'arcipelago, dove soltanto un quarto delle aree boscate è occupato da conifere: queste sono più diffuse nello Jylland, grazie ai rimboschimenti (pino silvestre, abete rosso e abete bianco).
Altre formazioni floristiche spontanee sono: la brughiera, la vegetazione delle dune, le praterie costiere. La brughiera è propria dei terreni sabbiosi: essa ama un suolo arido e un'atmosfera umida. La pianta più tipica è l'erica (Calluna vulgaris), alla quale si associano la mortella rossa, il mirtillo e talvolta il salice nano. Queste vastese distese senz'alberi, al disopra delle quali soffia liberamente il vento che viene dal mare e si muovono le nubi variando gli aspetti di un cielo capriccioso, pur nella loro uniformità e nel monotono grigiore non sono prive di una certa poesia.
Le dune e le sabbie mobili, che cingono il bordo occidentale dello Jylland, e le coste settentrionali dell'isola di Sjælland avevano una propria vegetazione costituita da una graminacea strisciante (Calamagrostis) e da cespugli spinosi; ma l'opera trasformatrice dell'uomo, che ha piantato pini sulle dune per immobilizzarle, ha cancellato il manto primitivo. Le fertili praterie costiere (Marsk, corrispondenti alle Marschen tedesche), ricche di pastura e quindi particolarmente adatte all'allevamento dei bovini, coprono superfici modeste lungo la costa sud-occidentale dello Jylland a partire dal capo noto col nome di Blåvands Huk.